# شهرستان آرتیک
شهرستان آرتیک (ارمنی: Արթիկի շրջան) یکی از سی و هفت شهرستان  در تقسیم‌بندی جمهوری شوروی سوسیالیستی ارمنستان بود. مرکز این شهرستان آرتیک بود. طبق سرشماری سال ۱۹۸۷ میلادی جمعیت آن بالغ بر ۴۴٬۹۰۰ تن و مساحت آن ۴۸۳٫۸ کیلومتر مربع بود.

## مناطق مسکونی
- آنوشاوان
- آروشات
- گغانیست
- گتاب
- لرناکرت
- لوساکرت
- هایکاسار
- هایرنیاتس
- هاریچ
- هوروم
- هوتاشن
- متس مانتاش
- مغراشن
- ناهاپتاوان
- نور کیانک
- سارالانج
- ساراتاک
- اسپانداریان
- وارداکار
- توفاشن
- پانیک
- پوکر مانتاش

## نگارخانه

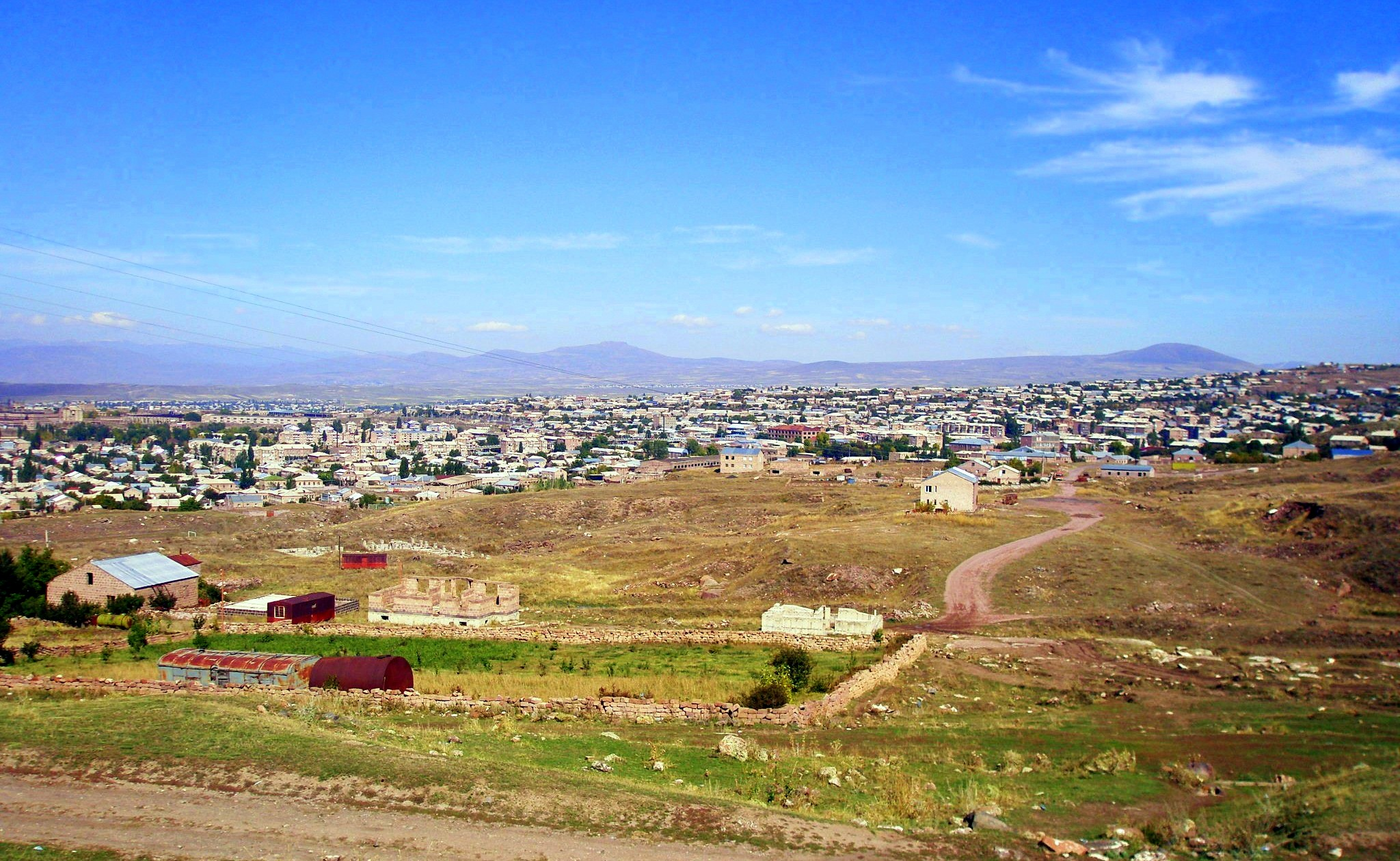
آرتیک
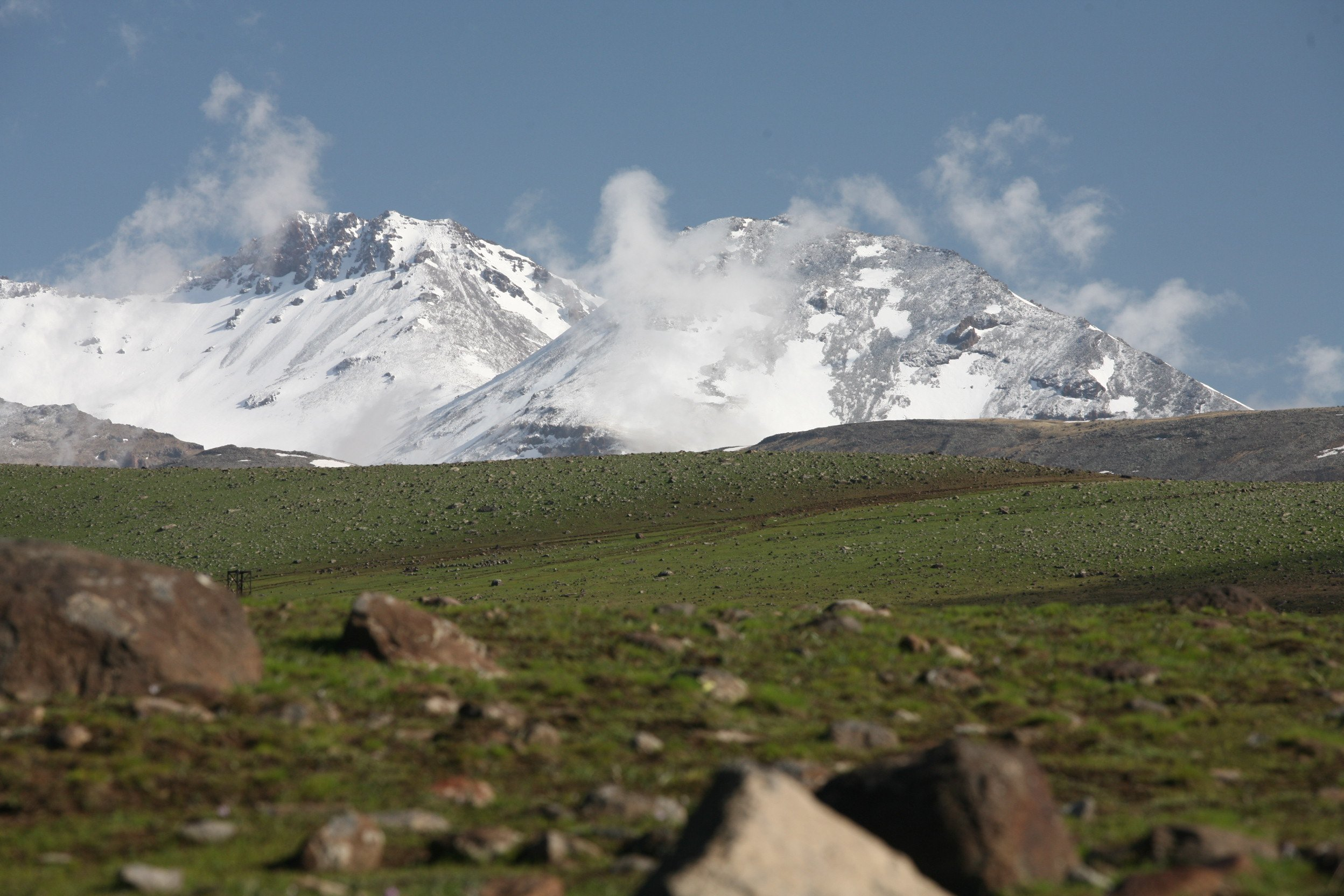
آراگاتس
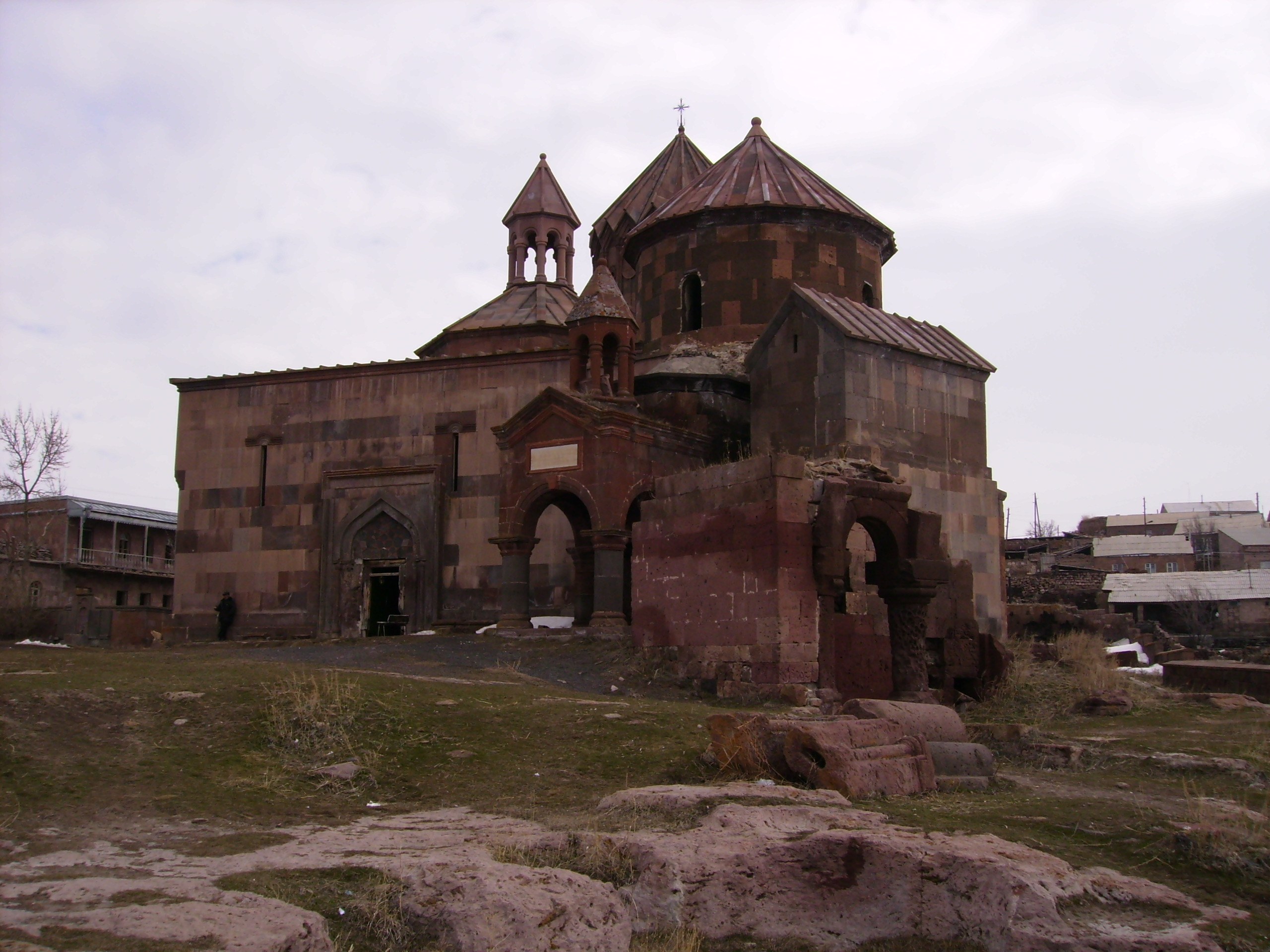
هاریچاوانک